# Det er gratis for piger
Det er gratis for piger er en fransk kortfilm fra 2009, instrueret af Marie Amachoukeli og Claire Burger.

## Handling
To veninder, en går på frisørskole, den anden arbejder på restaurant. De drømmer fremtidsdrømme. De mødes med de lokale fyre om aftenen og joker og flirter. Men for den ene bliver det til mere end flirt. Dagen efter finder hun ud af, at hendes eskapade er lagt ud på internettet af en, der har filmet med en mobiltelefon.

## Medvirkende
- Laetitia Hadri – Laetitia
- Yeliz Alniak – Yeliz
- Vicente Lopez Lama – Vicente
- Aurore Dos Santos – Aurore
- Michael Ehlen – Michael
- Raymond Burger – Rektor
- Sébastien Knoepfly – Professor
- Jean-Marie Meyer – Pedel
- Zhora Hamza – Tjener
- Justine Hestroffer – Laetitia's veninde
- Hulya Bacak – Yeliz's mor
- Loïc Zaskurski – Koll
- Marc Citarelli – Tarell

## Priser
- César for bedste kortfilm